# 마리아 파소

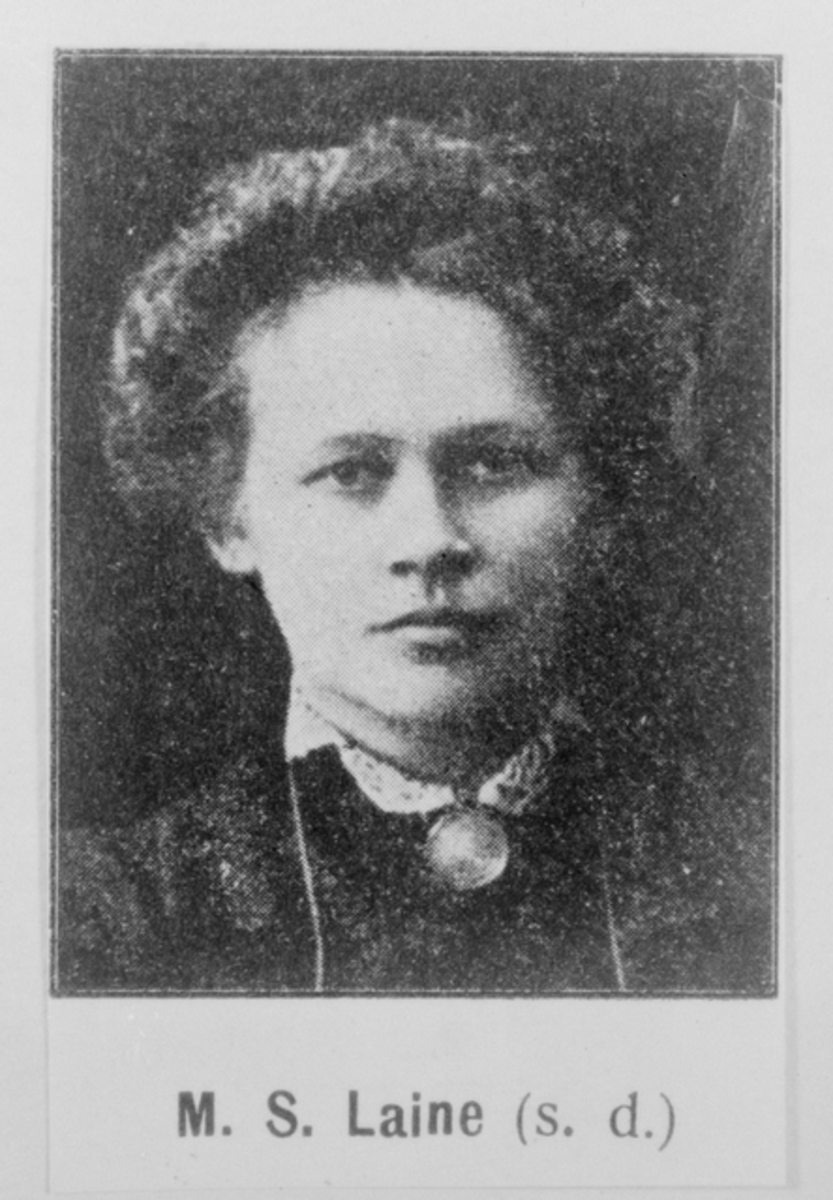

마리아 소피아 파소(핀란드어: Maria Sofia Paaso: 1868년 11월 13일 이-1945년 5월 5일 헬싱키)는 핀란드의 정치인이다.
유호 올라빈포이카 파소(Juho Olavinpoika Paaso, 1840년 1월 4일-1921년 12월 26일)와 리사 마틴튀태르 파울카(Liisa Matintytär Palukka, 1845년 7월 2일-1884년 9월 13일)의 딸로 태어났다. 초등교육을 마치고 14세 때 헬싱키로 이주하여 시녀로 일하고 그 뒤 재봉노동자로 일했다. 여성노동자동맹에 가입하여 노동운동 및 금주운동에 참여했다. 1900년에서 1902년 사이 여성노동자동맹 서기를 지냈고 이상동맹에서 강의했다. 1903년에서 1905년 사이에는 스웨덴으로 이주해 거기서 살았다.
핀란드 의회개혁 이후 첫 총선인 1907년 총선에서 해메 남부 선거구에서 출마하여 당선되었다. 세인 총독 치하에서 제2차 러시아화 정책이 실시되자 다시 스웨덴으로 가서 3년간 살았다. 핀란드 내전 때는 적핀란드의 식량위원회에 소속되었다. 내전에 패배하면서 콧카를 거켜 비푸리로 도피하다 체포되어 해멘린나 포로수용소에 수감되었다. 1918년 여름 석방되었다. 헬싱키에서 종이 가게를 열었으나 파산했고 아들에게 경제적으로 의존하며 여생을 보냈다.
1889년 석공 필리프 라이네(Filip Laine)와 결혼했다. 슬하에 위리외 라이네, 라이나 라이네, 에이네 라이네 1남 2녀를 두었다. 남편의 주벽 및 정치적 견해차이로 인해 1900년 초부터 별거에 들어갔고 1917년 정식으로 이혼했다.

## 참고 자료
- Maria Paaso Suomen kansanedustajat. Eduskunta.
- Ensimmäisten naiskansanedustajien henkilötietoja